# Bilad Ar Rus (huyện)
Huyện Bilad Ar Rus là một huyện thuộc tỉnh San`a', Yemen. Đến thời điểm năm 2003, huyện này có dân số 31259 người